# Continental O-190
Continental O-190 (designações da empresa C75 e C85) é a designação de uma série de motores fabricados pela Continental Motors a partir dos anos 1940. Na configuração "flat-four", os motores produziam 75 cv (56 kW) ou 85 cv (63 kW), respectivamente.
As duas variantes compartilhavam o mesmo diâmetro, curso e taxa de compressão. O C85 produzia dez cavalos de potência extras em virtude de ter uma rotação máxima permitida de 2.575 contra 2.275 do C75.
O C75 esteve em produção de 1943 a 1952 e o C85 de 1944 a 1970.

## Variantes

### C75
C75-875 hp (100 kW)
C75-875 hp (100 kW)
C75-8F75 hp (100 kW)
C75-8FH75 hp (100 kW)
C75-8FHJ75 hp (100 kW)
C75-8FJ75 hp (100 kW)
C75-8J75 hp (100 kW)
C75-1275 hp (100 kW)
C75-12F75 hp (100 kW)
C75-12FH75 hp (100 kW)
C75-12FHJ75 hp (100 kW)
C75-12FJ75 hp (100 kW)
C75-12J75 hp (100 kW)
C75-12B75 hp (100 kW)
C75-12BF75 hp (100 kW)
C75-12BFH75 hp (100 kW)
C75-1575 hp (100 kW)
C75-15F75 hp (100 kW)

### C85

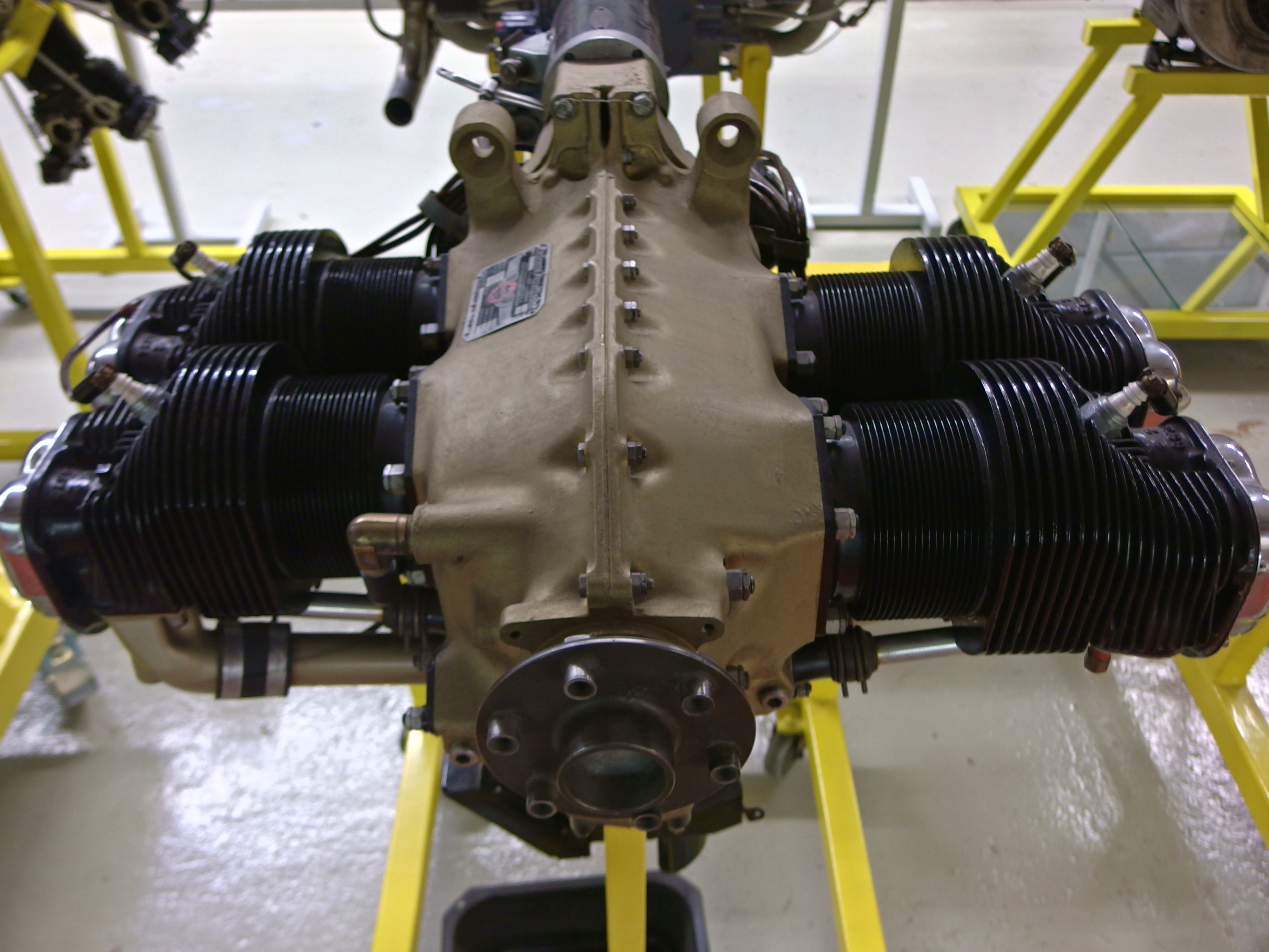
Um Continental C85 12F em exibição no
"Luftfahrt-Museum Laatzen-Hannover".

C85-885 hp (100 kW)
C85-8F85 hp (100 kW)
C85-8FHJ85 hp (100 kW)
C85-8FJ85 hp (100 kW)
C85-8J85 hp (100 kW)
C85-1285 hp (100 kW)
C85-12F85 hp (100 kW)
C85-12FH85 hp (100 kW)
C85-12FHJ85 hp (100 kW)
C85-12FJ85 hp (100 kW)
C85-12J85 hp (100 kW)
C85-14F85 hp (100 kW)
C85-1585 hp (100 kW)
C85-15F85 hp (100 kW)

## Aplicações

### C75
- Auster Arrow
- ERCO Ercoupe 415-C (pós-guerra), 415-CD, 415-D, 415-H
- Thorp T-11

### C85
- Aerauto PL.5C
- Aero-Flight Streak
- Aeronca 7DC Champion
- Aeronca L-16A (7BCM Champion)
- Aeronca 11BC Chief, 11CC Super Chief
- Aeronca 12AC Chum (construído sob licença ERCO Ercoupe)
- All-American Ensign
- Ambrosini Rondone
- Carlson Sparrow
- Cessna 120 e 140
- Commonwealth Skyranger e Trimmer
- Culver V
- Druine Turbi
- ERCO Ercoupe 415-E, 415-F, 415-G
- Eaves Cougar 1
- Fleet 80 e 81
- Fisher Celebrity
- Fisher Dakota Hawk
- Funk B-85-C
- Globe Swift
- Jurca Tempête
- Heinonen HK-1
- LeVier Cosmic Wind
- Lombardi FL.3
- Luscombe 8E Silvaire Deluxe
- Macchi MB-308
- Phoenix Major
- Piel Emeraude
- Smith Miniplane
- Stits Playboy
- Taylor Titch
- Taylorcraft BC-12D-85, BCS-12D-85, BC-12D-4-85, BCS-12D-4-85, Model 19